# Le dessous des cartes
Le dessous des cartes (Duits: Mit offenen Karten, in het Nederlands De achterkant van de kaarten, resp. Met open kaarten) is een wekelijks televisieprogramma over geopolitiek op de Frans/Duitse cultuurtelevisiezender Arte. Het wordt uitgezonden sinds 1990, aanvankelijk op de Franse zender La Sept, die in 1992 de Franse pool werd van Arte. 
In dit programma worden ingewikkelde kwesties uit geschiedenis, geopolitiek en economie begrijpelijk gemaakt aan de hand van kaarten, zowel historische als hedendaagse en zowel op kleine als op wereldschaal. Sinds 2007 worden ook regelmatig satellietbeelden van Google Earth getoond. Dit alles resulteert in een kort verhaal met een zeer hoge informatiedichtheid. 
Het programma behandelt meestal een actueel thema, maar regelmatig ook problematieken die maar weinig aandacht krijgen. De onderwerpen variëren van het ontstaan van de wereldkaart, zeevervuiling of de geopolitieke ontwikkeling van Japan door de eeuwen heen, tot de buitenlandse politiek van de VS of de strategische locatie van de Diego Garcia-archipel. Als afsluiting van het programma worden boeken en tijdschriften getoond waarin de kijker diepgaandere informatie kan vinden, en soms ook culturele evenementen die betrekking hebben op het thema. 
Het programma werd lange tijd gepresenteerd door Jean-Christophe Victor (kleinzoon van de ontdekkingsreiziger Paul-Émile Victor), een antropoloog en politicoloog, en onder zijn leiding samengesteld, met hulp van het door hem opgerichte Laboratoire d'études politiques et cartographiques (Lepac). Nadat Victor eind 2016 overleden was, duurde het even voordat er nieuwe uitzendingen werden gemaakt: men beperkte zich tot heruitzendingen. Sinds 2 september 2017 wordt de reeks verdergezet met Émilie Aubry als presentator.  
Oorspronkelijk duurde de uitzending 7 minuten. Later werd dit 11 of 12 minuten. 

## Uitzending
Le dessous des cartes wordt op Arte France uitgezonden op zaterdagavond om 19:30 (in 2012), en in het Duits (Mit offenen Karten) op dezelfde avond om 18:10 (in gedubde versie). Daarna wordt het programma meerdere malen herhaald in de week die daarop volgt. De Franstalige variant is verder te zien op TV5 Monde FBS (Frankrijk/België/Zwitserland), en onregelmatig op TV5 Europe op zaterdagochtend (de uitzendingen op TV5 Europe staan niet altijd goed in de gidsen aangegeven).
Sinds maart 2022 worden in de week soms dagelijks korte uitzendingen (2 tot 3 minuten) gegeven onder de naam Le Dessous des cartes - L'essentiel / Mit offenen Karten im Fokus. Deze worden eveneens gepresenteerd door Émilie Aubry en hebben dezelfde vorm, maar duren slechts 2 tot 3 minuten en behandelen een heel recent onderwerp. 